# Il clavicembalo ben temperato

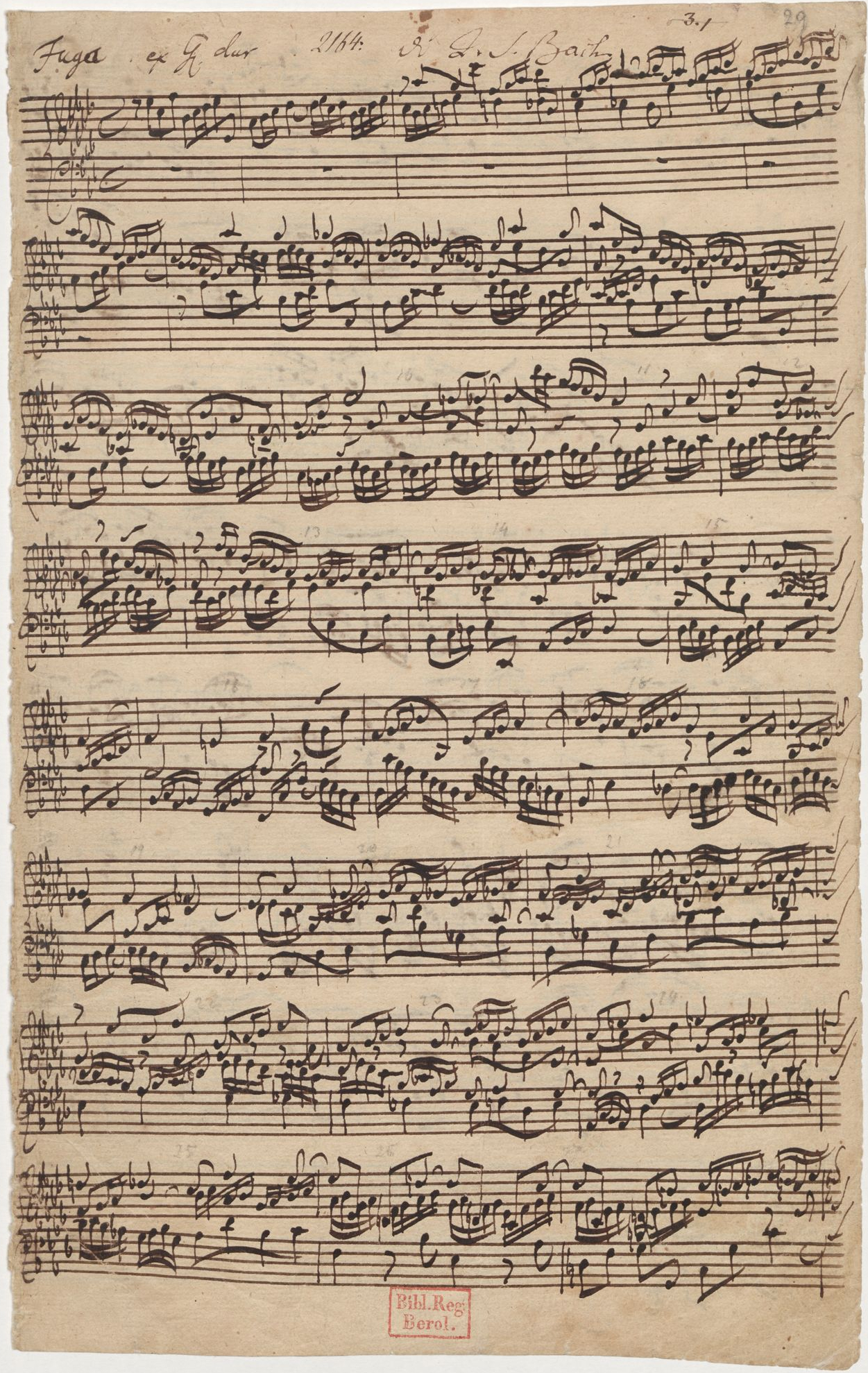
Fuga in la♭ maggiore dal secondo libro del Clavicembalo ben temperato (manoscritto)

Il clavicembalo ben temperato (titolo originale in tedesco: Das Wohltemperirte Clavier, oder Praeludia, und Fugen durch alle Tone und Semitonia...) è una raccolta, divisa in due libri, di preludi e fughe per strumento a tastiera (senza distinzione tra clavicembalo, clavicordo e organo da camera), in tutte le 12 tonalità, nei modi maggiore e minore, composta da Johann Sebastian Bach. Bach compose la raccolta "per utilità ed uso della gioventù musicale avida di apprendere, ed anche per passatempo di coloro che in questo studio siano già provetti". Sebbene siano molti gli strumenti dotati di tastiera, Il clavicembalo ben temperato viene eseguito per lo più al clavicembalo o al pianoforte.

## Genesi dell'opera
Il primo libro venne scritto nel 1722, durante la permanenza di Bach a Köthen; il secondo libro seguì, ventidue anni dopo, mentre il compositore si trovava a Lipsia, nel 1744. Entrambi sono ampiamente circolati sotto forma di manoscritti e le edizioni stampate non apparvero fino al 1801.
Ciascun libro contiene 24 coppie di brani, ciascuna delle quali consiste in un preludio e in una fuga nella stessa tonalità. La prima coppia è in do maggiore, la seconda in do minore, la terza in do♯ maggiore, la quarta in do♯ minore, e così via. Lo schema continua, seguendo la scala cromatica fino al completamento di tutte le tonalità maggiori e minori.
Bach riutilizzò alcuni dei preludi e delle fughe già scritti in precedenza: il Klavierbüchlein per Wilhelm Friedemann Bach del 1720, per esempio, contiene una versione primitiva di undici dei preludi. Il preludio e fuga in do♯ maggiore nel libro I erano originariamente in do maggiore; Bach aggiunse soltanto sette diesis in chiave per convertire i due brani nella tonalità desiderata, inserendo i doppi diesis per le modulazioni.

## La questione del temperamento
Secondo un'opinione diffusa, l'opera testimonierebbe il sostegno di Bach a un sistema di accordatura (temperamento) innovativo per la sua epoca, che molti durante il '900 hanno erroneamente identificato tout court con il moderno temperamento equabile. In realtà, ai tempi di Bach era definito "buon temperamento" qualsiasi sistema di accordatura che permettesse di suonare in tutte le tonalità pur restando inequabile, in contrasto con il temperamento mesotonico di uso corrente nei secoli XVI e XVII. Gli esempi più antichi di "buon temperamento" sono quelli descritti dall'organista e teorico musicale Andreas Werckmeister nel 1691: fu proprio Werckmeister a coniare il termine "Wohltemperierte Stimmung" (accordatura ben temperata).
Ai tempi di Bach esistevano numerosi schemi di "buoni temperamenti", basati su diverse alterazioni degli intervalli di quinta (alcune giuste, altre calanti di un quarto di comma - come nel temperamento mesotonico - oppure in misura più ridotta, a seconda dello schema usato); con ognuna di queste accordature, dette "ineguali", era possibile suonare in tutte le tonalità, ma l'alterazione di ciascun accordo rispetto alle consonanze perfette variava da una tonalità all'altra. Ogni tonalità acquistava, in questo modo, un "colore" caratteristico, che tuttavia dipendeva dal particolare "buon temperamento" adottato. Ai tempi di Bach era anche noto, a livello teorico, il temperamento equabile moderno, nel quale tutte le quinte sono egualmente calanti; tale schema, che per alcuni teorici rappresentava la soluzione ideale del problema dell'accordatura, mentre per altri costituiva una soluzione inaccettabile perché basata su rapporti intervallari irrazionali, era comunque di difficile realizzazione nella pratica in quanto non contiene nessun intervallo "giusto" che si possa usare come riferimento nel corso dell'accordatura, a parte l'intervallo di ottava. A quale specifico temperamento Bach volesse riferirsi nel titolo della sua opera resta pertanto ancora da chiarire.
Raccolte simili a quella bachiana, compilate in quegli stessi anni da altri autori, testimoniano l'esplorazione di tutte le tonalità possibili, anche su strumenti non a tastiera: non vi è quindi motivo di credere che Bach abbia voluto scrivere quest'opera allo scopo di "promuovere" un particolare tipo di temperamento. Nel 2005 fu avanzata l'ipotesi che Bach avesse voluto lasciare ai suoi allievi precise indicazioni sullo schema di temperamento da lui preferito, celate nel fregio calligrafico irregolare che egli stesso pose sopra al titolo Das Wohltemperierte Clavier nel frontespizio del manoscritto autografo; Questa ipotesi, dovuta a Bradley Lehman, è tuttora oggetto di controversie e di interpretazioni alternative del disegno, anche in relazione al sottostante e collegato titolo Das Wohltemperierte Clavier, che fornirebbe la chiave per la soluzione del disegno e l'esatta elaborazione del "buon temperamento" (finemente inequabile) voluto da Bach.

## Struttura dell'opera

### Primo libro BWV 846-869
1. Preludio e fuga a 4 voci in do maggiore BWV 846
2. Preludio e fuga a 3 voci in do minore BWV 847
3. Preludio e fuga a 3 voci in do diesis maggiore BWV 848
4. Preludio e fuga a 5 voci in do diesis minore BWV 849
5. Preludio e fuga a 4 voci in re maggiore BWV 850
6. Preludio e fuga a 3 voci in re minore BWV 851
7. Preludio e fuga a 3 voci in mi bemolle maggiore BWV 852
8. Preludio in mi bemolle minore e fuga a 3 voci in re diesis minore BWV 853
9. Preludio e fuga a 3 voci in mi maggiore BWV 854
10. Preludio e fuga a 2 voci in mi minore BWV 855
11. Preludio e fuga a 3 voci in fa maggiore BWV 856
12. Preludio e fuga a 4 voci in fa minore BWV 857
13. Preludio e fuga a 3 voci in fa diesis maggiore BWV 858
14. Preludio e fuga a 4 voci in fa diesis minore BWV 859
15. Preludio e fuga a 3 voci in sol maggiore BWV 860
16. Preludio e fuga a 4 voci in sol minore BWV 861
17. Preludio e fuga a 4 voci in la bemolle maggiore BWV 862
18. Preludio e fuga a 4 voci in sol diesis minore BWV 863
19. Preludio e fuga a 3 voci in la maggiore BWV 864
20. Preludio e fuga a 4 voci in la minore BWV 865
21. Preludio e fuga a 3 voci in si bemolle maggiore BWV 866
22. Preludio e fuga a 5 voci in si bemolle minore BWV 867
23. Preludio e fuga a 4 voci in si maggiore BWV 868
24. Preludio e fuga a 4 voci in si minore BWV 869

### Secondo libro BWV 870-893
1. Preludio e fuga a 3 voci in do maggiore BWV 870
2. Preludio e fuga a 4 voci in do minore BWV 871
3. Preludio e fuga a 3 voci in do diesis maggiore BWV 872
4. Preludio e fuga a 3 voci in do diesis minore BWV 873
5. Preludio e fuga a 4 voci in re maggiore BWV 874
6. Preludio e fuga a 3 voci in re minore BWV 875
7. Preludio e fuga a 4 voci in mi bemolle maggiore BWV 876
8. Preludio e fuga a 4 voci in re diesis minore BWV 877
9. Preludio e fuga a 4 voci in mi maggiore BWV 878
10. Preludio e fuga a 3 voci in mi minore BWV 879
11. Preludio e fuga a 3 voci in fa maggiore BWV 880
12. Preludio e fuga a 3 voci in fa minore BWV 881
13. Preludio e fuga a 3 voci in fa diesis maggiore BWV 882
14. Preludio e fuga a 3 voci in fa diesis minore BWV 883
15. Preludio e fuga a 3 voci in sol maggiore BWV 884
16. Preludio e fuga a 4 voci in sol minore BWV 885
17. Preludio e fuga a 4 voci in la bemolle maggiore BWV 886
18. Preludio e fuga a 3 voci in sol diesis minore BWV 887
19. Preludio e fuga a 3 voci in la maggiore BWV 888
20. Preludio e fuga a 3 voci in la minore BWV 889
21. Preludio e fuga a 3 voci in si bemolle maggiore BWV 890
22. Preludio e fuga a 4 voci in si bemolle minore BWV 891
23. Preludio e fuga a 4 voci in si maggiore BWV 892
24. Preludio e fuga a 3 voci in si minore BWV 893

## Registrazioni
Numerosissime sono le esecuzioni e le registrazioni del Clavicembalo ben temperato, che ha ispirato moltissimi musicisti sia dal punto di vista dell'esecuzione pianistica e clavicembalistica, che da quello della composizione.
La prima registrazione completa è quella del pianista Edwin Fischer ed è stata realizzata tra il 1933 e il 1936. Nel 1943, Glenn Gould (nato nel 1932) aveva già nel suo repertorio l'intero primo libro, ma le registrazioni per la Columbia, al pianoforte, ebbero luogo a partire dal 10 gennaio 1962, presso gli studi della 30ª strada, a New York. Inizialmente venduta in sei LP e successivamente rimasterizzata con le moderne tecnologie digitali in quattro CD, l'esecuzione di Gould era stata assemblata, come egli descrive nel suo Le prospettive dell'incisione, mettendo insieme il materiale più convincente realizzato in ben 35 giorni di sessioni di registrazione.
Quanto al clavicembalo, l'incisione effettuata da Helmut Walcha (1907-1991), edita in 5 LP dalla casa discografica EMI, è stata realizzata su un clavicembalo degli anni Sessanta.
L'incisione effettuata da Daniel Chorzempa per Philips (4 CD) è stata invece realizzata utilizzando sette diversi strumenti "d'epoca" (3 clavicembali, 2 clavicordi, 1 organo da camera, 1 fortepiano), di volta in volta prescelti valutando le caratteristiche della singola coppia preludio-fuga.